# Tiroteo de Kawit
El tiroteo de Kawit fue una masacre ocurrida en el barangay Tabon 1 de Kawit, Filipinas, el 4 de enero de 2013. Ronald Baquiran Bae, de 41 años, mató al menos a siete personas y a un perro, e hirió a otras doce con una pistola semiautomática, antes de ser abatido a tiros por la policía. Otro hombre, John Paul Lopez, de 27 años, quien se dice que trabajaba para Bae como su cuidador de casa, fue arrestado posteriormente por ayudar al pistolero durante el tiroteo recargando el cargador de su pistola. El motivo del sospechoso no está claro, según informaron las autoridades.    

## El tiroteo
El tiroteo comenzó poco después de las 9:00 de la mañana cuando Bae, junto con López, fue a la casa de un vecino y disparó contra Maricel Pajal, quien estaba lavando la ropa.  Ambos se dirigieron entonces a la residencia de la familia Caimol, donde se encontró con los tres niños Caimol, entre ellos su ahijado Ken Cedric Caimol.  Les preguntó a los niños por el paradero de su padre, Berto, a lo que respondieron que no estaba. Bae entonces sacó una Colt 1911 calibre .45 y disparó a los niños, matando a Michaella, de 7 años, e hiriendo gravemente a su hermano de 3 años y a su hermana de 2 años. 
Bae y López se fueron, y mientras corrían por la calle, Bae disparó a cualquiera que se cruzara en su camino, mientras que López recargaba su pistola cuando se quedaba sin municiones. En ese momento, mató a un perro y a su dueño, Alberto Fernández, de 55 años, quien se encontraba en el porche de su casa. Luego se dirigió a un callejón cercano y entró en las casas, disparando a toda persona que encontró, incluyendo a una mujer embarazada llamada Rhea de Vera, quien recibió un disparo en el estómago, y a su hija de 3 años, John Monica. Salió del callejón y se dirigió a la calle principal del pueblo, sin dejar de disparar a todo el que se encontraba. Llegó a un pequeño mercado (palenque) donde mató al conductor de triciclo Boyet Toledo, a la vendedora de frutas Irene Funelas y al vendedor de taho Al Orio. 
Después, Bae regresó a su casa. La policía llegó pronto y le pidió que se entregara. El pistolero comenzó a disparar contra la policía hasta que finalmente fue abatido cuando los agentes respondieron al fuego. En total, el tiroteo duró unos 30 minutos. López, por otro lado, desapareció tras el tiroteo, y se ofreció una recompensa de ₱100,000 por información que condujera a su arresto, aunque finalmente se entregó a la policía y fue puesto bajo custodia. 

### Víctimas
- Michaella Andrea Caimol, 7 años
- Rhea de Vera y Alberto, 34 años, embarazada
- Juan Mónica de Vera, 3 años, hija de Rhea de Vera
- Alberto Fernández y Jaminal, 55 años.
- Irene Funelas, 40 años
- Al Orio, 20 años
- Boyet Toledo, 44 años

Otra persona llamada Adoración Cabrera también fue asesinada por el gobierno provincial de Cavite. 
Entre los heridos se encuentran: Baby Anolacion, 33, Emelinda Aquipel y De Vella, 41, Enrique Aquipel, Cheveri Jaminal Ayson, Jemerlen Ayson, 46, Dovie Cabrera y Magsino, 66, Ken Cedric Caimol, 3, Michelle Caimol, 2, Ricky Diola Dumip-ig, 17, Antonio Orio, 15, Maricel Pajal, 27, Raúl Ravelo, 73 y Kevin Magarago Vallada, 6.   

## Autor
Bae nació el 9 de noviembre de 1971.  Se casó con Elena Bae 5 años antes del tiroteo y tuvo 5 hijos con ella, además de 2 hijos de un matrimonio anterior.  Se cree que asesinó a Teódulo Villanueva en 2003.  Tenía problemas de ira, como golpear a su esposa y amenazar a la gente.  En 2010, se presentó a las elecciones para convertirse en presidente de un pueblo, pero perdió.  En los días previos al tiroteo, Bea y sus amigos estaban en una borrachera de alcohol y drogas. 

## Secuelas
Después de que López insinuara a los investigadores que Bae ya había asesinado a otras personas en años anteriores y enterrado sus cuerpos cerca de su casa, la policía registró la zona y desenterró los restos óseos de un ser humano. Según López, pertenecían a Teódulo Villanueva, antiguo ayudante de Bae, a quien asesinó en 2003 por engañarlo en relación con sus gallos de pelea. 
López fue acusado de siete cargos de asesinato, once de homicidio frustrado, agresión directa, intento de asesinato y posesión ilegal de armas de fuego. Se declaró inocente el 4 de febrero de 2013. 